# Primer gobierno de Lerroux
El primer gobierno de Lerroux fue un ejecutivo formado por una coalición de centro-izquierda que se desarrolló en España durante la Segunda República. Alejandro Lerroux, líder del Partido Republicano Radical (PRR), fue designado Presidente del Consejo de Ministros por el presidente Alcalá-Zamora el 8 de septiembre de 1933. Después de superar bastantes dificultades, el día 12 formó un gobierno de concentración republicana que incluía al propio PRR y a otros partidos republicanos situados a su izquierda. Tras el discurso de presentación del gobierno por Lerroux, que fue muy mal acogido por diversos grupos parlamentarios, el 3 de octubre de 1933 el Gobierno caía víctima de una moción de desconfianza presentada por el Partido Socialista Obrero Español (PSOE) y apoyada por varios de los partidos miembros de la coalición.

## Antecedentes
El Partido Republicano Radical (PRR) había sido fundado en 1908 por Alejandro Lerroux y había sido el núcleo central de la Alianza Republicana desde la época de la Dictadura. Había participado en el llamado Pacto de San Sebastián en 1930 y en el Comité Revolucionario que conspiró contra el régimen monárquico. Pese a ello, tras la proclamación de la República Lerroux pudo percibir la desconfianza de sus aliados hacia su persona debido a su pasado político, lo que conllevó una cierta marginación de su partido pese a su importancia. El ministro Indalecio Prieto calificaba abiertamente a Lerroux de «facineroso» a pesar de ser compañeros de gabinete, y al viejo líder republicano no le gustaban unos colegas socialistas que presumían abiertamente de superioridad moral. El PRR se convirtió tras las elecciones de 1931 en la segunda fuerza política tras el Partido Socialista Obrero Español (PSOE). Una vez aprobada la Constitución, los radicales consideraron culminado el pacto fundacional de la República, cumplida la labor de la conjunción republicano-socialista y creyeron que no tenía sentido mantener la presencia socialista en el ejecutivo. La rivalidad entre los dos mayores partidos hizo que Lerroux fuera vetado por los socialistas para presidir el gobierno que debía sustituir al segundo gobierno provisional presidido por Manuel Azaña. Se abría así un foso entre el Partido Radical, partidario de abrir sus puertas hacia el centro, y los partidos republicanos de izquierda encabezados por Azaña y deseosos de romper con el pasado. La consecuencia era que los radicales no podían aspirar a presidir el gobierno mientras permanecieran en él los socialistas, razón por la que abandonaron el gobierno a mediados de diciembre de 1931, tras la elección de Alcalá-Zamora como Presidente de la República.

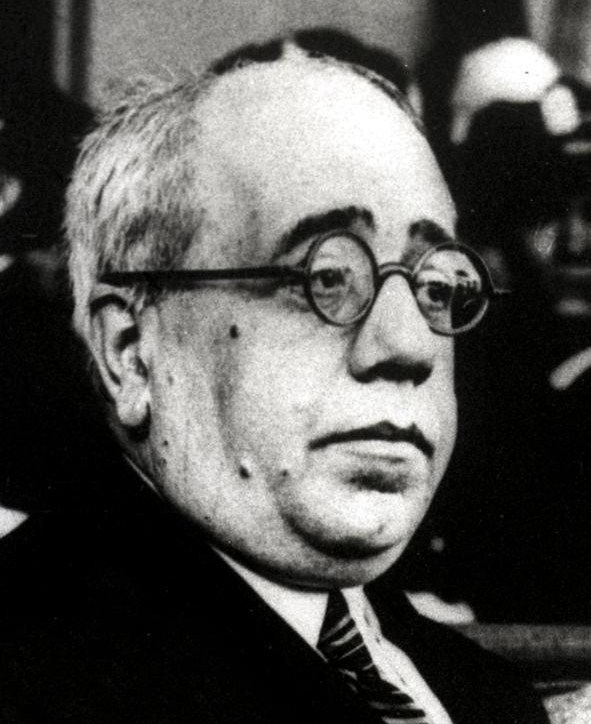
Manuel Azaña presidió el gobierno entre 1931 y 1933 y su ambición y planes políticos chocaron con los de Lerroux

Aunque el gobierno de izquierda presidido por Azaña tuvo una considerable estabilidad, los sucesos de Casas Viejas marcaron el comienzo de su declive. Pese a que los radicales reclamaron el poder y se planteó varias veces la posibilidad de formar un gobierno de coalición integrado exclusivamente por republicanos —incluidos los radicales— sin la participación de los socialistas, Azaña desechó expresamente esa opción en un trascendental discurso pronunciado el 14 de febrero de 1933 en el que ratificó el pacto con el PSOE. Las elecciones municipales parciales de abril de 1933 dieron a las diversas fuerzas de oposición más del doble de concejales que a la coalición gubernamental, y sugirieron que la mayoría podría haber perdido el apoyo popular, lo que volvió a plantear la posibilidad de un gobierno estrictamente republicano sin socialistas.
El disgusto del Presidente de la República por la Ley de Congregaciones llevó a Alcalá-Zamora a promover la entrada de los radicales en el gobierno para rectificar el rumbo político. Sin embargo, tras el fracaso de otros candidatos, el nuevo ejecutivo formado en junio de 1933 fue finalmente presidido también por Azaña y siguió sin contar con los radicales. La continuista composición del gobierno Azaña provocó el enfado de Lerroux y su partido, pero ambos apoyaron las nuevas leyes de Orden Público y de Vagos y Maleantes, probablemente para no provocar la animadversión de los republicanos de izquierda a los que deseaban como socios de gobierno. El propio líder reconoció que la obstrucción parlamentaria realizada con anterioridad había sido derrotada.
El discurso del líder socialista Francisco Largo Caballero se fue radicalizando progresivamente, y ya en agosto de 1933 manifestaba su desconfianza en la vía parlamentaria y derivaba hacia posturas revolucionarias. Por otro lado, los resultados de las votaciones mostraban una descomposición de la mayoría «social-azañista». El Partido Radical Socialista se dividía en dos tendencias contrapuestas: una dirigida por Félix Gordón Ordás partidaria de la colaboración con los radicales y recelosa de los socialistas, y otra liderada por Marcelino Domingo y seguidora de la línea marcada por Azaña de colaboración con el PSOE. Simultáneamente, el presidente Alcalá-Zamora buscaba influir en Diego Martínez Barrio, segundo de Lerroux en el PRR. De esta forma, se fue formando un variopinto frente de oposición en el que los radicales estaban acompañados por la patronal, la CNT, la derecha no republicana, los radical socialistas de Gordón, los nacionalistas regionales moderados, los republicanos conservadores y el propio Presidente. Aunque el Gobierno parecía estancado por las divisiones y la ineficacia, y pese a que desde finales de julio hubo reuniones que mostraban un deseo de formar un ejecutivo de unidad republicana sin socialistas, los republicanos carecían de unidad y de una estrategia común. También dificultaban el acuerdo la ambición personal de Gordón, la incapacidad de Azaña para negociar con los radicales y la pasividad de Lerroux.
El 3 de septiembre se celebraron elecciones para que los municipios de catorce regiones y el Parlamento de Cataluña eligieran a quince de los vocales del Tribunal de Garantías Constitucionales. Pese a que la composición de las corporaciones era favorable a la coalición de gobierno, esta obtuvo solo 17.859 votos frente a los 32.829 de los diversos partidos de la oposición. Diez de los vocales elegidos eran de la oposición; cuatro de ellos del Partido Radical. Los resultados volvieron a ser muy desfavorables para la mayoría gubernamental y confirmaron en muchos la creencia de que las Cortes no representaban ya la correlación de fuerzas existente en la sociedad.

## La formación del gobierno

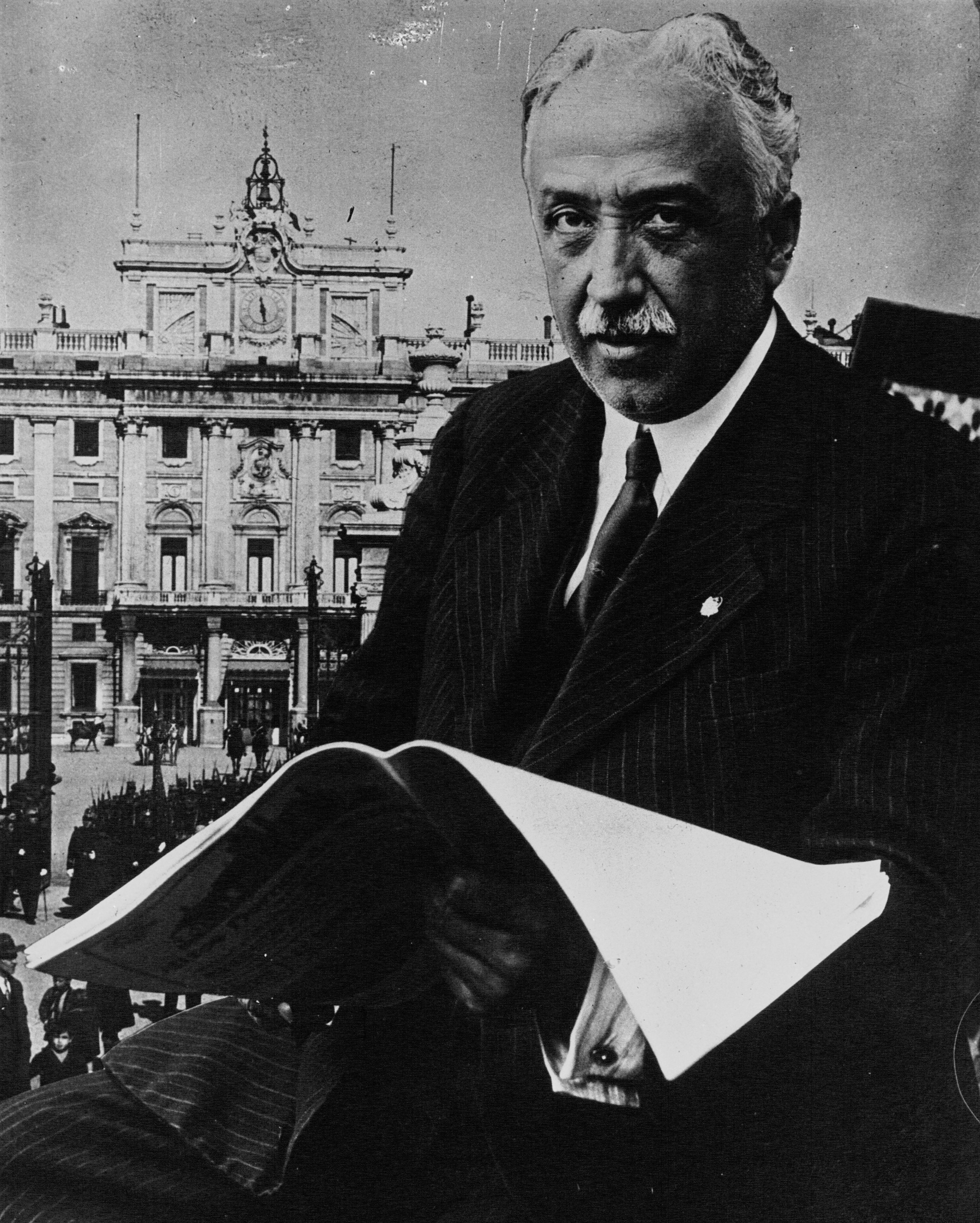
El presidente Alcalá-Zamora provocó la caída del tercer gobierno de Azaña

A pesar de los adversos resultados de las elecciones al Tribunal de Garantías Constitucionales, Azaña defendió el día 6 de septiembre en las Cortes la continuidad de su Gobierno atribuyendo su derrota electoral a «la desorganización del sufragio republicano». Por su parte, Lerroux le advirtió de que, si continuaba la coalición gobernante, «se perderán las elecciones municipales, las elecciones generales y la República». Sin embargo, el ejecutivo mantuvo el apoyo de la Cámara gracias al apoyo unánime proporcionado por los grupos de la mayoría, incluidos los radicales socialistas críticos. El planteamiento de Azaña era que mientras mantuviera una mayoría parlamentaria podía mantenerse en el poder, y que sería un atentado contra la democracia renunciar a la presidencia por presiones de los grupos que pedían su caída. En cuanto a los socialistas, consideraban que habían llegado al poder como resultado de una revolución que había creado un nuevo régimen político en abril de 1931, y que de dicho régimen solo se podría salir avanzando hacia el socialismo; no retrocediendo. Sin embargo, el presidente Alcalá-Zamora retiró su confianza a Azaña y le obligó a dimitir al día siguiente.
La situación colocaba al Presidente de la República ante una situación similar a la que se había producido en junio y que había dado lugar a un nuevo gobierno presidido por Azaña. Descartando agotar la legislatura, Alcalá-Zamora intentó cambiar la mayoría gubernamental. Al abrir consultas el presidente con los grupos, Lerroux defendió la necesidad de formar un gobierno estrictamente republicano y proceder a disolver las Cortes. Los radicales socialistas expresaron a Alcalá-Zamora la «conveniencia» de la continuidad de los socialistas en el ejecutivo, pero la «necesidad» de que participara el Partido Radical. El resto de los grupos de la mayoría defendieron un gobierno de concentración republicano-socialista. El mismo día 8, el presidente encargó a Lerroux la formación de un nuevo gobierno que restableciese la «fraternal inteligencia entre todas las fracciones republicanas», pero no accedió a otorgarle el decreto de disolución de las Cortes.
La misión que afrontaba el líder radical estaba llena de dificultades, pues debía alcanzar un entendimiento gubernamental con quienes habían sido sus adversarios hasta la víspera y alcanzar el apoyo de una cámara que él mismo había dicho «me es hostil». Su primera intención fue nombrar un gobierno de notables con personalidades de prestigio. Intentó recurrir a los independientes José Ortega y Gasset, Gregorio Marañón y Felipe Sánchez-Román. También sonaron los nombres de Salvador de Madariaga, Juan Moles y el general Franco. Asimismo, intentó designar a personalidades con afiliación pero sin contar con sus partidos. Fue el caso de Mariano Ruiz-Funes y Agustín Viñuales, de Acción Republicana; y de Ramón Feced y Domingo Barnés, del Partido Radical Socialista. La tentativa fracasó porque los independientes rehusaron participar y los partidos rechazaron un procedimiento que entendían les restaba autoridad. De hecho, incluso de entre las mismas filas radicales se plantearon discrepancias. Por ejemplo, el leridano José Estadella advirtió a su jefe de filas de que el nombramiento de Moles provocaría «un grave daño al radicalismo leridano».
Fracasado el proyecto del gobierno de notables, Lerroux pasó a contar con los republicanos de izquierda. El grupo parlamentario de Acción Republicana acordó el día 9 no oponerse al gobierno de Lerroux y prestar su colaboración, si bien evitando la participación de Azaña. Muy distinta fue la postura de la minoría radical socialista al día siguiente. Aunque Gordón defendió la participación en el gobierno, se opusieron expresamente Marcelino Domingo, Ángel Galarza, Jerónimo Gomáriz y el líder del grupo parlamentario, Emilio Baeza. El argumento de Gordón de que le correspondía tomar la decisión al comité ejecutivo del partido —en el que tenía mayoría— fue rechazado por la mayor parte del grupo, que acordó requerir a Lerroux que incluyera en su gabinete a los socialistas o, al menos, les pidiera una oposición moderada. Puesto que el líder radical se negó a aceptar la petición, el grupo radical socialista rechazó la participación en el gobierno por trece votos a doce. El rechazo radical socialista no gustó en Acción Republicana, pero siguió el criterio de su aliado y acordó no colaborar tampoco en el nuevo gabinete.
Sin embargo, Alcalá-Zamora mantuvo sucesivamente sendas conversaciones cuyo contenido se ignora con Azaña y Lerroux, y la situación se desbloqueó. El día 11, tanto la minoría de Acción Republicana como la radical socialista —esta por 18 votos contra 14— accedieron a colaborar en el ejecutivo. El diario El Sol afirmó que el cambio de opinión de ambos partidos se produjo por el temor a que Alcalá-Zamora permitiera el nombramiento de un gobierno de mayoría radical y procediera a disolver las Cortes, tesis que luego asumió el historiador Joaquín Arrarás. El mismo día 11, la ejecutiva del PSOE se reunió y decidió por unanimidad aprobar la propuesta de Largo Caballero de declarar que, a la vista del comportamiento de los republicanos, quedaban rotos todos los compromisos que el Partido Socialista había contraído con ellos y «cada grupo político y cada partido recobra plenamente su independencia para seguir el camino que estime pertinente a la defensa de sus ideales». Se rompía así oficialmente el pacto fundacional de la República. De esta forma, Lerroux pudo formar su gobierno el día 12 de septiembre. Para los socialistas, la resolución de la crisis era una prueba de la tendencia de los republicanos a la traición. No interpretaron su salida del gobierno como fruto del juego de alianzas y mayorías propio de una democracia parlamentaria, sino como su expulsión de un espacio que consideraban habían ganado legítimamente.

## El Gobierno
El Gobierno de Lerroux tuvo finalmente la siguiente composición:
| Imagen | Cartera                            |  | Nombre                                                 | Partido                                                |
| ------ | ---------------------------------- |  | ------------------------------------------------------ | ------------------------------------------------------ |
|        | Presidente                         |  | Alejandro Lerroux García La Rambla (Córdoba), 1864     | Partido Republicano Radical                            |
|        | Estado                             |  | Claudio Sánchez-Albornoz y Menduiña Madrid, 1893       | Acción Republicana                                     |
|        | Justicia                           |  | Juan Botella Asensi Alcoy (Alicante), 1884             | Izquierda Radical Socialista                           |
|        | Guerra                             |  | Juan José Rocha García Cartagena (Murcia), 1877        | Partido Republicano Radical                            |
|        | Marina                             |  | Vicente Iranzo Enguita Cella (Teruel), 1889            | Independiente (había sido elegido diputado por la ASR) |
|        | Hacienda                           |  | Antonio Lara Zárate Santa Cruz de Tenerife, 1881       | Partido Republicano Radical                            |
|        | Gobernación                        |  | Diego Martínez Barrio Sevilla, 1883                    | Partido Republicano Radical                            |
|        | Obras Públicas                     |  | Rafael Guerra del Río Las Palmas de Gran Canaria, 1885 | Partido Republicano Radical                            |
|        | Instrucción Pública y Bellas Artes |  | Domingo Barnés Salinas Sevilla, 1879                   | Partido Republicano Radical Socialista                 |
|        | Trabajo                            |  | Ricardo Samper Ibáñez Valencia, 1881                   | Partido Republicano Radical                            |
|        | Industria y Comercio               |  | Laureano Gómez Paratcha Pontevedra, 1884               | Partido Republicano Gallego                            |
|        | Comunicaciones                     |  | Miquel Santaló Parvorell Vilahur (Gerona), 1884        | Esquerra Republicana de Catalunya                      |
|        | Agricultura                        |  | Ramón Feced Gresa Aliaga (Teruel), 1885                | Partido Republicano Radical Socialista                 |

De esta forma, el ejecutivo tenía un claro predominio radical, con seis miembros incluido Lerroux, aunque contaba con otros siete políticos ajenos a dicho partido. Los ministros radicales eran hombres de confianza de Lerroux: Guerra del Río y Rocha pertenecían a la «vieja guardia» barcelonesa; Martínez Barrio y Lara representaban a dos zonas geográficas con gran implantación del partido, Andalucía y Canarias; y Samper pertenecía al Partido de Unión Republicana Autonomista (PURA), importante aliado valenciano. Tras cincuenta años de política activa promoviendo el republicanismo, Lerroux alcanzaba al fin la cúspide del poder.
Mucho menos significados eran los ministros ajenos al PRR. Botella representaba a un pequeño partido escindido del radical socialismo; la Izquierda Radical Socialista. Santaló no era de los políticos más destacados de la Esquerra. En cuanto a Gómez Paratcha, había sido la segunda opción de Lerroux tras Madariaga. Ninguno de los ministros del anterior gobierno de Azaña formaba parte del nuevo gabinete.
Globalmente considerado, el nuevo ejecutivo suponía un claro desplazamiento hacia la derecha respecto de su predecesor. Aun antes de obtener la confianza de las Cortes, ya dejó clara su intención de revisar la legislación aprobada en el período anterior. El mismo Lerroux apuntó esta intención rectificadora al decir:

Vamos ahora a enmendar lo que los gobiernos pasados, a pesar de su buena voluntad y otros merecimientos, hicieron mal, y a procurarnos la confianza del país.

Muestra de esa voluntad de rectificación fue la medida de permitir que en doce provincias del sur los cultivadores pudieran contratar a trabajadores de toda la provincia en vez de solo del propio municipio como había establecido la discutida Ley de Términos Municipales impulsada por Largo Caballero. La medida suscitó numerosas protestas de trabajadores vinculados a la socialista Unión General de Trabajadores (UGT), que consideraban incrementaría el «caciquismo patronal». Sin embargo, el ministro de Trabajo, el radical Ricardo Samper, consideraba que la ley había perjudicado tanto a trabajadores como a propietarios debido al aumento del desempleo y la inhibición de la productividad.

## Reacciones

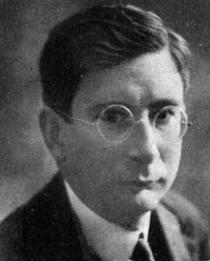
Marcelino Domingo encabezó una escisión del Partido Radical Socialista debido a su aversión a pactar con el Partido Radical

Ya el día 11, antes de conocer la composición del ejecutivo, circuló un manifiesto conjunto de las juventudes del Partido Radical Socialista, las de Acción Republicana y las del Partido Federal que atacaba con dureza la formación de un gobierno presidido por Lerroux. El diario Ahora dijo que la Juventud de Acción Republicana amenazó con separarse del partido si este facilitaba un ministro al gabinete del viejo líder radical. Unos días más tarde se celebró una asamblea de Acción Republicana de Madrid preparatoria del próximo congreso del partido y, en el curso de la misma, la postura de las juventudes se impuso a la de los partidarios de la participación en el gobierno, liderados por Pedro Rico y Luis Fernández Clérigo.
Mucho más graves fueron las consecuencias en el ya dividido Partido Radical Socialista. Este celebró su III Congreso Extraordinario entre los días 23 y 25 de septiembre. Una vez asegurada la mayoría de su fracción, Gordón presentó una ponencia en la que censuraba a Domingo, a Francisco Barnés y a Galarza. Además, les culpó implícitamente de haberle impedido, con la división, presidir el gobierno. La tensión llegó hasta el punto de que se produjo algún enfrentamiento físico y hubo que suspender la sesión. Cuando se reanudó, Domingo dijo que había dos partidos distintos dentro del PRRS; uno próximo al Partido Radical y otro próximo al Partido Socialista. A continuación, anunció la retirada de sus partidarios, que inmediatamente formaron el nuevo Partido Republicano Radical Socialista Independiente (PRRSI). Veintiséis de los diputados se fueron con esta facción disidente.
En cuanto a los socialistas, en la reunión de su comité nacional del 19 de septiembre ya se oyeron voces que hablaban de ir «al asalto del poder por los medios que sean». Se percibió el temor a que los radicales vaciaran a la República de contenido social y el deseo de actuar «tal como somos» a fin de recuperar la «supremacía moral» que se consideraba perdida frente a la CNT. Hubo algunas voces discrepantes. Fernando de los Ríos calificó como «ridículo» el planteamiento de toma del poder, y Prieto negó rotundamente que «estemos en condiciones de adueñarnos del poder». El político vasco fue el encargado de redactar el borrador de comunicado y excluyó el comentario, pero la mayoría impuso la inclusión de una mención expresa a la «necesidad de conquistar el poder político como medio indispensable para implantar el socialismo». Al día siguiente, El Socialista publicó un significativo editorial titulado «Una llamada al combate» en el que manifestaba que todo el esfuerzo del partido debía encaminarse a la toma del poder, no importando en ese momento los medios para ello sino la decisión inquebrantable de conseguirlo.

## La caída del gobierno

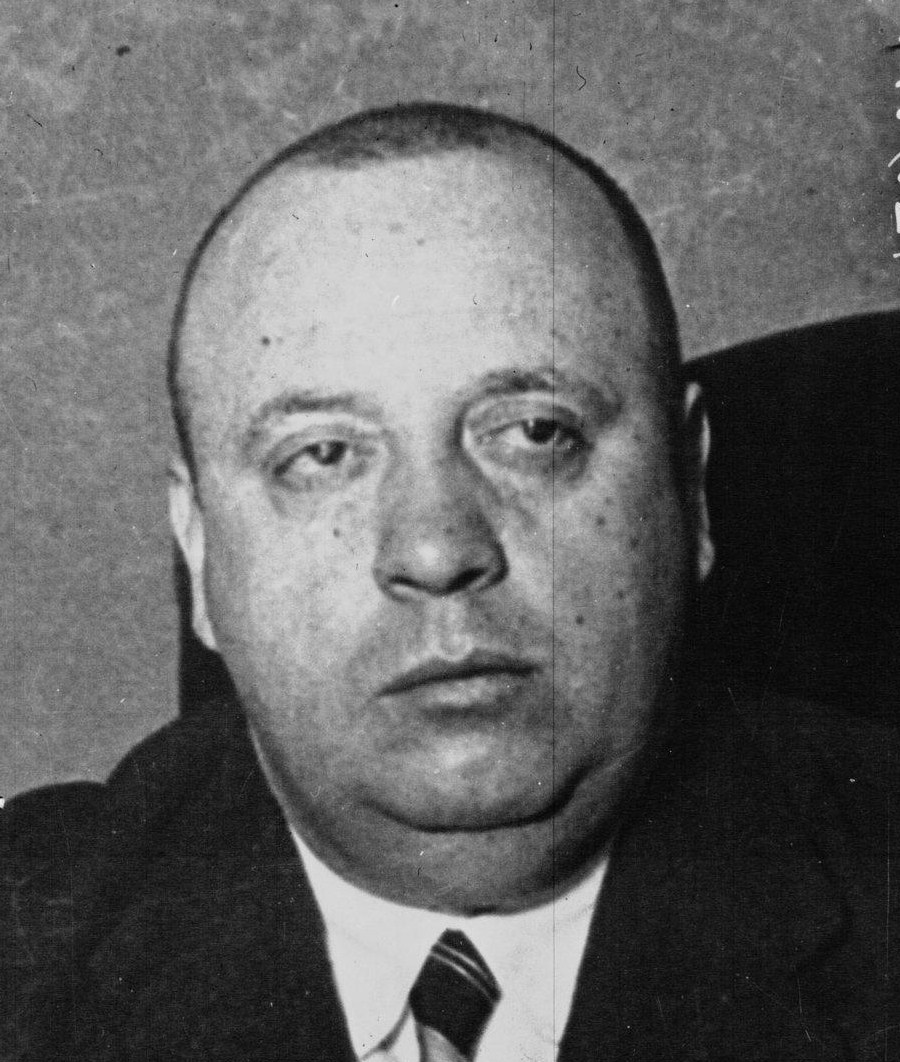
El socialista Indalecio Prieto presentó la moción que derribó al gobierno

El 2 de octubre, Lerroux compareció ante las Cortes y pronunció un discurso considerado provocador en el que insistió en su conocida tesis de que la cámara estaba divorciada de la opinión pública, criticó al gobierno anterior y afirmó que no gobernaría con la vigente composición del parlamento. Se ha especulado que quizá buscara dejar claro que el parlamento no iba a apoyar su política de rectificación para obtener así del Presidente el decreto de disolución. Si esa era su intención, fracasó totalmente. Indalecio Prieto presentó en nombre de la minoría socialista una moción de desconfianza y pidió a los partidos gubernamentales de izquierda que se pronunciaran al respecto. Azaña tomó la palabra y rechazó la disyuntiva que interpretaba proponía Lerroux entre el apoyo al ejecutivo o la disolución. Para él, esta forma de proceder suponía un retorno a las viejas prácticas de la monarquía parlamentaria de la Restauración, en la que el decreto de disolución era la principal arma de que disponía un partido político. Afirmó que el nuevo jefe de gobierno «viene a decir desde el Gobierno a las Cortes lo mismo que dijo en la oposición», y añadió que no se debía volver a «las costumbres de la Monarquía, en la que se hacía del decreto de disolución el arma triunfal en favor de un partido». Por consiguiente, si Lerroux solicitaba la confianza para presidir un proceso electoral, él se la negaba. Esto era mucho más grave porque Acción Republicana era uno de los partidos que formaban parte del Gobierno. Incluso Gordón, dirigente del ahora disminuido Partido Radical Socialista, dijo a la prensa que el discurso de Lerroux les había colocado en una difícil posición.
El Presidente no concedió a Lerroux el decreto de disolución. Al reanudarse la sesión al día siguiente, Lerroux anunció que iba a presentar su dimisión al Presidente de la República e intentó retirarse del hemiciclo. Sin embargo, Julián Besteiro, presidente de las Cortes, le conminó a no abandonar la sala. La moción socialista fue votada y aprobada por 187 votos contra 91. Entre los partidos de izquierda, solo el Radical Socialista votó en contra de ella. También se opuso Roberto Castrovido, miembro del grupo de Acción Republicana.

## Consecuencias

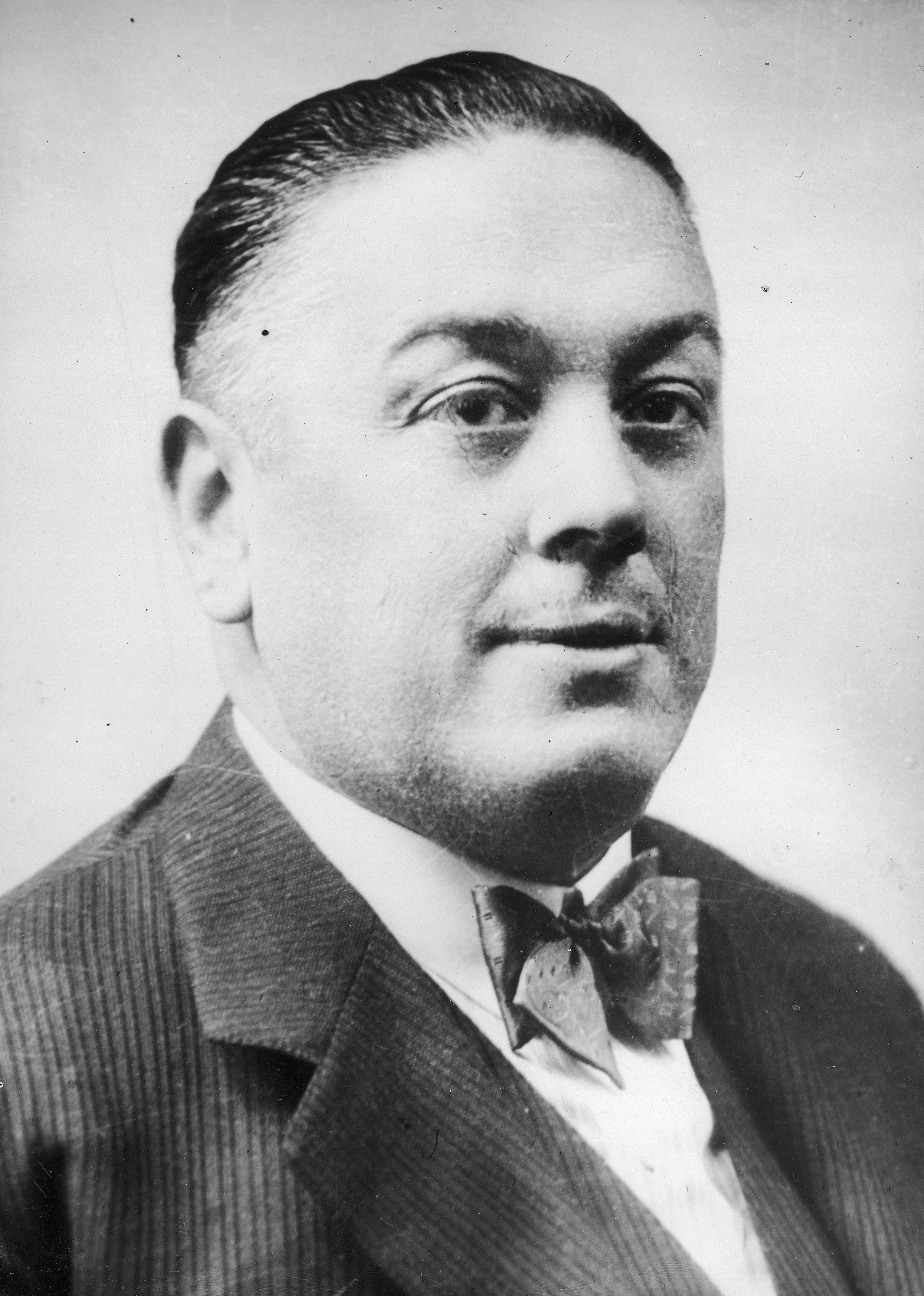
El también radical Diego Martínez Barrio formó el nuevo gobierno encargado de celebrar elecciones

Aunque según la Constitución el presidente de la República podía nombrar y destituir libremente al jefe del gobierno y a sus ministros, no tenía libertad si las Cortes negaban la confianza. En interpretación mayoritaria, esto suponía que Lerroux no podía encabezar el siguiente ejecutivo, ni siquiera para disolver el parlamento. En sus posteriores memorias, el líder radical explicó que fue víctima de una confabulación para desprestigiar a su partido y excluirle a él de la organización de las próximas elecciones. Alcalá-Zamora optó por una línea intermedia y propuso para sucederle al también radical Diego Martínez Barrio.
Para el Partido Radical, el fracaso del Gobierno fue revelador del lugar que ocupaba en las Cortes constituyentes. El nuevo gobierno sí recibió el encargo presidencial de celebrar nuevas elecciones. La campaña electoral de 1933 mostró que las relaciones de los radicales y los republicanos de izquierda eran peores que nunca. Martínez Barrio reprochó a estos que se considerasen a sí mismos «la personificación del régimen», y Lerroux dijo que la coalición republicana había fracasado debido a la «trampa» que le habían tendido. En cambio, aunque el partido seguía criticando a «la reacción», mostró una actitud más abierta hacia la derecha no republicana, con la que consideraba que debería pactar previa declaración de republicanismo por parte de esta.
Según Santos Juliá, a partir de ese momento y aunque todavía hubo algún fallido intento de volver al gobierno tras el fracaso de Lerroux, los socialistas consideraron roto el pacto con los republicanos y buscaron alcanzar el poder en solitario. Para ello podían seguir dos caminos. El primero discurriría dentro de la Constitución e implicaba presentarse en solitario a las elecciones para obtener una completa victoria y la mayoría parlamentaria. Si, una vez obtenido el triunfo, alguien intentaba evitar su acceso al poder o la transformación al socialismo, entonces se usaría la violencia para vencer tales impedimentos. El segundo camino pasaba por la respuesta al intento de las fuerzas reaccionarias de implantar una dictadura o, incluso, el fascismo. Pero su respuesta no conduciría al restablecimiento de la legalidad republicana, sino al establecimiento de una dictadura socialista. El autor señala como relevante el hecho de que los primeros pronunciamientos socialistas acerca de la necesidad de hacerse con el poder no se hicieron frente a una amenaza fascista, sino motivados por su exclusión del gobierno por los partidos republicanos. Y aclara que en ese momento nadie identificaba a Lerroux con el fascismo.
El corto período de duración del Gobierno coincidió con la definitiva ruptura del Partido Radical Socialista. Este se dividió profundamente casi en dos mitades, con un tercer sector intermedio que optó por no tomar partido por ninguno de los otros dos. En opinión del historiador Juan Avilés Farré, la ruptura significó el «golpe final» para el partido.